# Sworn Allegiance
Sworn Allegiance è il settimo album in studio del gruppo musicale death metal svedese Unleashed, pubblicato dall'etichetta discografica Century Media Records nel 2004.

## Tracce
1. Winterland – 3:03
2. Destruction (of the Race of Men) – 2:56
3. Only the Dead – 3:59
4. The Longships Are Coming – 4:10
5. Helljoy – 3:05
6. Insane for Blood – 4:00
7. I Bring You Death – 3:21
8. Attack! – 1:40
9. C.E.O. – 2:28
10. One Night in Nazareth – 3:13
11. Praised Be the Lord – 2:25
12. Metalheads – 3:14
13. To Miklagård – 3:42
14. Long Live the Beast – 3:25

Durata totale: 44:41

## Formazione
- Johnny Hedlund – voce, basso
- Fredrik Folkare – chitarra
- Tomas Olsson – chitarra
- Anders Schultz – batteria